# 트랜센던스
《트랜센던스》(Transcendence)는 2014년 공개된 SF 영화이다. 조니 뎁과 모건 프리먼이 참여하며 미국에서는 4월 18일에 한국에서는 5월 15일에 개봉했다. 인셉션의 촬영감독 월리 피스터의 연출 데뷔작으로 크리스토퍼 놀런은 제작자로 참여하며 물심양면 자신의 오래된 파트너를 지원했다.과학기술의 명암과 컴퓨터로 모든 것이 이뤄지는 세상 속에 놓인 인간의 본질에 대한 묵직한 질문을 던지는 작품이다. 트랜센던스는 초월이라는 뜻이다.

## 줄거리
영화는 기술이 모두 마비된 세계에서 회상을 하는 식으로 시작된다. 한 과학자가 미국 버클리 캘리포니아의 잡초가 무성한 집에서 회상을 하다 과거로 장면이 전환한다. ‘RIFT’이라는 반(反) 과학단체는 주요 인공지능 연구소를 습격하여 여러 사람이 죽고 캐스터 역시 총알에 스치는 가벼운 부상을 입는다. 처음에는 대수롭지 않게 생각하였으나 몸의 이상을 느껴 피검사를 해본 결과 총알에 맹독성의 방사능 물질인 폴로늄이 묻어 있어서 윌은 길어야 5주의 시한부 선고를 받는다. 절망에 빠진 윌의 연인 ‘에블린’(레베카 홀)은 기존의 실험용 원숭이의 뇌를 스캔하여 컴퓨터에 복사했다는 실험에 따라, 윌을 너무도 사랑했던 에블린은 윌의 뇌를 인터넷에 업로드시켜 그의 정신만이라도 살리려고 무던히 애를 쓰나 절친한 동료 맥스(폴 베타니)가 이를 반대하고 나서면서 혼란에 빠진다. 결국 PINN 양자컴퓨터 코어의 일부를 꺼내서 이에 윌의 뇌를 스캔해서 업로드하나 큰 성과가 없어지자 에블린은 포기하려고 컴퓨터를 끄는 순간, "거기 누구없어"라는 메시지가 컴퓨터 모니터에 뜬다. 놀란 에블린은 기쁨에 휩싸인다. 에블린과 말다툼 후 술집에서 RIFT의 요원을 만난 맥스는 RIFT 요원에 의해 폭행당하고 납치 감금당한다. RIFT는 에블린이 있는 곳을 습격하나 에블린은 간신히 윌의 자아를 인터넷에 업로드 시켜서 RIFT의 폭파위험에서 벗어난다.
윌의 요청에 따라 에블린은 브라이트우드라는 사막의 깡촌 마을에 초대형 데이터 센터를 세우고 각종 연구를 진행한다.
몇 년간의 연구 후 윌은 나노기술과 재료공학 등에서 혁신적인 성과를 내서 앉은뱅이를 걷게 하고, 시각장애인을 눈뜨게 하며, 폐허가 된 자연을 회복시키는 '신'적인 능력을 발휘하기 시작한다.

## 배역
- 조니 뎁 - 인공지능연구원 윌 캐스터 역
- 모건 프리먼 - FBI 요원 조지프 태거 역
- 리베카 홀 - 윌 캐스터의 부인 에블린 캐스터 역
- 폴 베타니 - 윌의 친한 친구 맥스 워터스 역
- 케이트 마라 - RIFT의 지도자 브리 역
- 킬리언 머피 - FBI 요원 앤더슨 역
- 클리프턴 콜린스 주니어 - 마틴 역
- 콜 하우저 밥 역
- 코리 하드릭트 RIFT 소속 조엘 에드무드 역

## 참고 문헌
1. ↑  “놀런 감독 사단 총집결한 영화 ‘트렌센던스’ 제작 비화 알고 보니 뉴스투데이 2014-03-26”. 2014년 4월 8일에 원본 문서에서 보존된 문서. 2014년 4월 7일에 확인함.
2. ↑  “'트랜센던스' 놀런 감독과 조니 뎁이 그려낸 초월적 인류는? 2014-03-10 CBS노컷뉴스”. 2014년 4월 8일에 원본 문서에서 보존된 문서. 2014년 4월 7일에 확인함.